# Бектау
Бекта́у (каз. Бектау) — село у складі Шортандинського району Акмолинської області Казахстану. Адміністративний центр Бектауського сільського округу.
Населення — 1301 особа (2021; 1414 у 2009, 1329 у 1999, 1448 у 1989).
Національний склад станом на 1989 рік:
- росіяни — 43 %.

До 1998 року село називалося Совєтське.